# Shpirag
Mal Shpirag / Mount Shpirag elle Shpirag är ett berg i Albanien.   Det ligger i Beratprefekturen, i centrala delen av landet, 70 km söder om huvudstaden Tirana. Toppen på Shpirag är 1 181 meter över havet.
Terrängen runt Mal Shpirag är huvudsakligen kuperad. Mal Shpirag är den högsta punkten i trakten. 
Trakten runt Mal Shpirag består till största delen av jordbruksmark.  Runt Mal Shpirag är det ganska tätbefolkat, med 160 invånare per kvadratkilometer.